# Neohelota bhutanensis
Neohelota bhutanensis là một loài bọ cánh cứng trong họ Helotidae. Loài này được Chujo miêu tả khoa học năm 1975.